# بنجامين غودريش
بنجامين غودريش (بالإنجليزية: Benjamin Goodrich)‏ هو شخصية أعمال ومخترِع أمريكي، ولد في 4 نوفمبر 1841 في Ripley, New York ‏ في الولايات المتحدة، وتوفي في 3 أغسطس 1888 في آكرون في الولايات المتحدة.

## وصلات خارجية
- بنجامين غودريش على موقع إن إن دي بي (الإنجليزية)